# Kees van Dongen
Cornelis Théodorus Marie van Dongen o, més generalment, Kees van Dongen, fou un pintor neerlandès. Va néixer el 26 de gener del 1877 als afores de Rotterdam, a Delfshaven (Països Baixos). Va morir el 28 de maig del 1968 a Mònaco (França).
D'una família burgesa, el seu pare no es va oposar a la vocació del jove Kees; freqüentà l'Acadèmia Reial de Pintura de Rotterdam (bé que es dirà autodidacte llavors) i hi trobarà Augusta Preitinger, que serà la seva dona.
Aquest marxarà a París l'octubre del 1897 per treballar-hi. Les seves influències seran Frans Hals i Rembrandt. La influència del mestre holandès és més perceptible en les obres de joventut, que són Maggi el 1888 o la Natura morta en el faisà del 1890. L'analogia amb les primeres obres de Van Gogh és evident: escenes d'interior i paisatges amb colors terrosos i obacs caracteritzen, en efecte, el començament dels dos artistes, dels quals el destí serà, tanmateix, radicalment diferent. És atret pels barris de la prostitució, on sense parar pren notes que transposarà al seu taller, situat al graner de l'empresa familiar. Aconsegueix un sentit agut de la notació sobre el viu, amb un tret flexible i agressiu. Tot i que pinta petits paisatges típics dels Països Baixos (canals, molins i granges), sovint de colors obacs, són els seus dibuixos en tinta xinesa realçats en aquarel·la els que expressen millor el seu talent i amb què es farà conèixer.
Exposà individualment a Barcelona, a les Galeries Dalmau, l'any 1915.